# Das verlorene Gesicht
Das verlorene Gesicht ist ein Filmdrama des Regisseurs Kurt Hoffmann aus dem Jahr 1948. In der Hauptrolle verkörpert Marianne Hoppe eine junge Dame, die mutmaßlich orientierungslos geworden ist.

## Handlung
In Stuttgart wird eine orientierungslose Frau von der Polizei aufgegriffen und in ärztliche Obhut übergeben. Da sie der deutschen Sprache nicht mächtig ist, asiatische Gesichtszüge hat und in einem mutmaßlich tibetanischen Dialekt spricht, vermutet man, dass sie aus Tibet stammt. Um sie ansprechen zu können, gibt man ihr den Namen Luscha. Die Ärztin von Aldenhoff nimmt sich ihr an und versucht, sie nach europäischen Maßstäben zu erziehen. Im weiteren Verlauf der Filmhandlung lernt Luscha zufällig den Rechtsanwalt Robert Lorm kennen und lieben. 
Die beiden beschließen, fortan in eine gemeinsame Zukunft zu blicken und ein eigenes zu Hause zu errichten. Um eine Erinnerung an diese Zeit zu haben, wird von Luschas Gesicht ein Gipsabdruck erstellt. Als sie die ausgehärtete Form abnimmt, scheint sie sich in eine völlig andere Frau verwandelt zu haben. Es wird vermutet, dass Luscha zeitweilig unter einer Form von Hypnose stand, die nicht nur ihre Sprache aus ihrem Gedächtnis verbannte, sondern auch ihre Gesichtszüge temporär verändert hat.
Als Johanna Stegen kann sie sich nicht mehr an die Zeit ihrer Verwandlung erinnern und verlobt sich mit dem Arzt Dr. Thomas Martin. Rechtsanwalt Lorm versucht, sie mit allen Mitteln und unter Anwendung seiner hypnotischen Kräfte zurückzugewinnen, doch vergebens.

## Produktionsnotizen
Der Film entstand vom 14. Juni bis zum 8. September 1948 im Atelier der Bavaria Film in Geiselgasteig, die Außenaufnahmen stammen aus Heidelberg und Umgebung.
Walter Bolz leitete die Produktion. Hubertus Flöter und Ludwig Klughardt waren als Standfotografen tätig. Für die Filmbauten war Hanns H. Kuhnert zuständig, Max Seefelder assistierte ihm dabei.

## Erscheinungstermine und abweichende Filmtitel
Der Film wurde in den deutschen Kinos (München, Köln) am 18. November 1948 uraufgeführt. Weitere Erscheinungstermine (im Ausland) waren der 14. Juni 1949 in Österreich, der 15. September 1950 in den USA (dort unter dem Titel Secrets of a Soul), der 11. Juli 1952 in Finnland (dort unter dem Titel Kadonneet kasvot) und der 19. September 1955 in Dänemark (dort unter dem Titel Det gådefulde ansigt).

## Kritiken
Das Lexikon des internationalen Films beschreibt den Film als etwas eigenwillige Darstellung eines angeblich tatsächlich geschehenen Ereignisses, reklamiert jedoch die fehlende Übersichtlichkeit in den Rückblenden.